# 3310 Patsy
3310 Patsy (1931 TS2) là một tiểu hành tinh vành đai chính được phát hiện ngày 9 tháng 10 năm 1931 bởi C. W. Tombaugh ở Flagstaff (LO).